# 刘通 (明朝)
刘通（？—1466年），河南省西华人，因为传说他能举起来县门口的千斤石狮子，绰号刘千斤。明朝中期荆襄流民民变首领。早年刘通流亡到房县。1465年，刘通与石和尚发动流民叛亂，自称“汉王”，年号德胜。叛亂军进攻襄阳、邓州，多次大败明军。兵部尚书白圭镇压，四路围攻。
成化二年（1466年）五月，刘通阵亡。石和尚轉掠四川，不久亦失败。